# Diontolobus punctipennis
Diontolobus punctipennis là một loài bọ cánh cứng trong họ Trogossitidae. Loài này được Solier năm Gay miêu tả khoa học năm 1849.